# Max Eggert
Max Eggert (* 5. August 1883 in Bernburg; † 2. Dezember 1947 ebenda) war ein deutscher Kommunalpolitiker (NSDAP). Er war von 1933 bis 1945 Oberbürgermeister der Stadt Bernburg.

## Werdegang
Nachdem Eggert bei der Wahl 1931 gegen Friedrich Gothe in Bernburg unterlegen war, wurde er Bürgermeister in Leopoldshall. Nach Gothes einstweiliger Versetzung in den Ruhestand übernahm Eggert am 24. Mai 1933 als Mitglied der NSDAP, in die er zum 1. Mai 1933 eingetreten war (Mitgliedsnummer 1.986.657), das Amt des Oberbürgermeisters in Bernburg.
Während seiner Amtszeit wurde im November 1940 in der damaligen Landes-Heil- und Pflegeanstalt Bernburg die NS-Tötungsanstalt Bernburg eingerichtet und betrieben, in der zwischen 1940 und 1943 über 14.000 Menschen im Rahmen der NS-Krankenmorde („Aktion T4“ und „Aktion 14f13“) vergast wurden.
Nach Ende des Zweiten Weltkrieges nahm er sich in der Untersuchungshaft das Leben.

## Ehrungen
- Anhaltisches Arbeitsdienst-Erinnerungszeichen